# Marie Mrázková
Marie Mrázková (rozená Žalmanová, 7. srpna 1920 Olšany – 12. listopadu 2007 Brno) byla česká choreografka, dramatička a pedagožka. Působila jako prorektorka Janáčkovy akademie múzických umění v Brně, kde získala vědecko-pedagogickou hodnost docentky.

## Umělecká a pedagogická činnost
Základní umělecké vzdělání absolvovala už v 10 letech u Margarety Kallabové, diplomované učitelky Dalcrozova ústavu v Ženevě. V letech 1938–1942 navštěvovala školu Anny Šártové v Brně. Roku 1941 absolvovala státní zkoušku z rytmiky, tance a gymnastiky, roku 1943 státní zkoušku ze hry na klavír. Baletní techniku získala u Marie Tymichové a poznatky o lidových tancích ve státních kurzech ministerstva školství.
U Margarety Kallabové se vypracovala v sólistku a začala také působit jako jako choreografka ve škole Anny Šártové a taneční skupině Karly Hladké. V roce 1945 začala učit na státní konzervatoři v Brně, v roce 1948 pak na JAMU v Brně, kde byla v roce 1951 ustanovena odbornou asistentkou pro obor pohybové výchovy. V roce 1963 byla v témže oboru jmenována docentkou. 1. října 1968 se stala  vedoucí katedry kultury pohybu na JAMU a 15. listopadu 1969 se dočkala jmenování prorektorkou JAMU. Své poznatky a dílčí závěry ze své pedagogické činnosti shrnula v odborných článcích a v pracích K otázkám kultury pohybu umělce a Kultura pohybu operního herce.
Od roku 1968 působila jako docentka na VŠMU v Bratislavě na katedře činoherní a operní. Věnovala se rovněž choreografii ledních revue s velkými krasobruslařskými soubory.
20. dubna 1963 se v Janáčkovo (nynějšího Mahenovo) divadle konala československá premiéra Prokofjevova prý nejmilejšího, ale také nejkomplikovanějšího jevištního díla, opera Ohnivý anděl, kde společně s Lubošem Ogounem tvořila choreografii.
Významným impulsem pro její tvůrčí směřování bylo poznání metod ženevského profesora Émila Jacquesa-Dalcrozeho. Na základě jeho poznatků rozvinula metodu pro moderní výraz jevištního projevu. Studenti JAMU jsou podle ní vychováváni i ve 21. století. Dlouhodobě spolupracovala s režisérem Milošem Wasserbauerem, se nímž ji pojilo tvůrčí přátelství.
V normalizačních letech, kdy byla zbavena funkce prorektorky a pedagožky JAMU, se uchýlila do slovenského uměleckého azylu. Po roce 1989 se vrátila na divadelní a hudební fakultu JAMU.
V roce 1995 napsala Mrázková tragikomedii o třech dějstvích K narozeninám, pane Büchnere inspirovanou životem a dílem Georga Büchnera. Tato hra byla uvedena pražským Divadlem v Celetné 20. listopadu 1995, posléze i v Divadle Husa na provázku v Brně.

## Osobní život
Narodila se jako druhé dítě do rodiny generálního ředitele lesních statků Josefa Žalmana. V roce 1940 se provdala za MUDr. M. Mrázka a v roce 1949 se jí narodila dcera Václava.